# Idioti (film)
Idioti (Idioterne) è un film del 1998 scritto e diretto da Lars von Trier.
(Lars von Trier)
È il secondo film aderente al manifesto Dogma 95, dopo Festen di Thomas Vinterberg. È stato presentato in concorso al 51º Festival di Cannes.

## Trama
Karen, una ragazza molto timida, incontra in un ristorante un piccolo gruppo formato da alcuni giovani con ritardo mentale insieme ai loro accompagnatori. Al momento di andar via, uno dei ragazzi ritardati prende per mano Karen e non vuole più lasciarla, tanto che questa è costretta a salire con loro su un taxi per non essere scortese.
Una volta a bordo, scopre che il ritardo mentale era simulato, e viene così a conoscenza di una decina di ragazzi e ragazze che vivono insieme in una villa di Copenaghen. La villa è stata affidata dallo zio a uno dei ragazzi, Stoffer, perché si occupi della vendita. Stoffer, invece di vendere la villa, la trasforma in una specie di comune per sé e gli altri. All'interno della villa i ragazzi vanno alla ricerca del "piccolo idiota presente dentro ciascuno di noi", secondo le parole di Stoffer, mentre all'esterno simulano ritardi e malattie mentali in pubblico, creando situazioni di grande provocazione e imbarazzo, allo scopo apparente di esplorare i pregiudizi della gente comune.
Ogni tanto dei potenziali compratori vanno a vedere la villa, ma vengono scoraggiati dalla notizia che nella stessa strada abitano dei ritardati mentali. Un giorno si presenta alla villa un funzionario, che propone di trasferire altrove i ritardati in cambio di denaro. L'uomo viene cacciato via malamente da Stoffer, che subito dopo ha una crisi di rabbia e violenza. Poi gli altri propongono di festeggiare il suo compleanno, che avverrà a breve. Stoffer, capo carismatico di questa particolare comunità, decide che, per festeggiare, si farà un'ammucchiata.
Il gruppo va in crisi quando arriva il padre della giovane Josephine, portando via la figlia nonostante la resistenza degli altri. Stoffer decide che fare gli idioti in un'oasi come la villa è ormai insufficiente: ognuno dovrà tornare nel proprio ambiente, e lì continuare a comportarsi da idiota.

## La realizzazione
Il film è girato interamente con telecamera a spalla, senza effetti visivi, scenografie, luci particolari. È stato girato in video e poi trasferito in 35mm per la distribuzione. L'audio è in presa diretta, e il montaggio è minimo. In particolare, nei dialoghi non è mai utilizzato il meccanismo campo-controcampo, ma la telecamera si sposta per puntare di volta in volta i protagonisti. Il Dogma viene quindi rispettato, non solo nella lettera ma anche nello spirito: il film mette al centro e valorizza al massimo l'espressività degli attori.

### Le riprese
Da una sceneggiatura approntata in quattro giorni da Lars Von Trier furono ricavate 130 ore di girato. Circa l'80 per cento del materiale fu ripreso dallo stesso regista, assistito solo da un tecnico del suono: "...I movimenti della macchina sono il risultato della mia curiosità. Attraverso l'occhio della macchina mi interessavo alle situazioni e alle persone, poi mi giravo per scoprire quanto accadeva fuori del mio campo di visione... E al montaggio ci tenevo che questo atteggiamento di ricerca fosse evidente." In parziale deroga alla regola 9 di Dogma 95 ("Il formato del film deve essere 35mm standard") le riprese furono effettuate con una più maneggevole e flessibile telecamera video e solo successivamente trasferite su copia da 35 mm.
Grazie alla completa libertà produttiva di cui godette nella sua qualità di cofondatore di Zentropa, il regista poté girare per la prima volta le scene nell'ordine cronologico previsto nella sceneggiatura. Nonostante la grande quantità di materiale girato, incoraggiando le improvvisazioni degli attori, " ...il film finito segue la sceneggiatura quasi di pari passo" ; fatta eccezione per le "interviste documentario" ai protagonisti che collegano i vari episodi, per le quali nella sceneggiatura, non era indicata l'esatta collocazione. Queste furono girate alla fine, dedicando due-tre ore ad ogni personaggio. Al termine di ogni giornata di lavorazione registrava su nastro le sue annotazioni che, raccolte dal giornalista Peter Øvig furono pubblicate con la sceneggiatura.

### Gli attori
La scelta degli attori per i ruoli principali (gli "idioti") fu effettuata in una rosa di cinquanta individuati dalla direttrice del casting Rie Hedegaard. Provenivano, in generale, dal teatro e non avevano alle spalle significative esperienze cinematografiche, con l'eccezione di Anne Louise Hassing, protagonista di Il dolore dell'amore di Niels Malmros, film che era piaciuto molto a Von Trier.
Nel libro-intervista con Stig Björkman, il regista afferma che il coinvolgimento emotivo degli attori nella vita dei personaggi fu agevolato dalla possibilità di girare le scene nell'ordine cronologico previsto nella sceneggiatura. A tale scopo, giorni interi furono dedicati a discutere con gli attori "....della loro infanzia e adolescenza, dei loro ricordi ed esperienze." La Hassing, cui, nelle riprese di una scena, riusciva difficile esprimere una convincente comprensione del dolore di Karen, vittima di un recente lutto, fu sottoposta a qualcosa di simile ad una seduta terapeutica al termine della quale l'attrice finì per "...sciogliersi in lacrime, ricordandosi una serie di avvenimenti della propria infanzia."
Maggiori difficoltà furono incontrate per la scena dell'"ammucchiata", peraltro mutilata dalla censura nella versione italiana. Nonostante i tentativi iniziali del regista di disinibire la situazione girando nudo assieme al tecnico del suono e il fatto che alcuni attori fossero riusciti a raggiungere l'erezione di fronte alla macchina da presa, alla fine, per poter filmare delle vere penetrazioni, von Trier fu costretto a ricorrere a dei professionisti del porno.

## Il film secondo il regista
"...secondo... Rudolf Steiner i mongoloidi sarebbero un dono all'umanità. Sono i visitatori di un altro pianeta o dello spazio...Una nozione che può servire da terapia per ritrovare il bambino o l'animale dentro di noi."
"...Idioti è un film moderno,... ma è comunque nostalgico. Esprime il rimpianto della Nouvelle Vague e di tutte le sue influenze.....esprime la nostalgia legata ad un periodo che non ho vissuto, che predicava la libertà e la liberazione a tutti i livelli."

## La distribuzione
La versione italiana è stata grossolanamente tagliata: mancano infatti circa 5 minuti, rappresentanti scene di nudo e una penetrazione in primo piano, durante la scena del sesso di gruppo.

## Doppiaggio italiano
Nella versione italiana sono riconoscibili, tra le altre, le voci di alcuni attori molto conosciuti nel panorama cinematografico e televisivo, come Luca Ward, Monica Scattini, Alessandra Acciai e Massimo Poggio.

## Riconoscimenti
- Premi Robert 1999
  - Miglior attrice protagonista (Bodil Jørgensen)